# Zorro

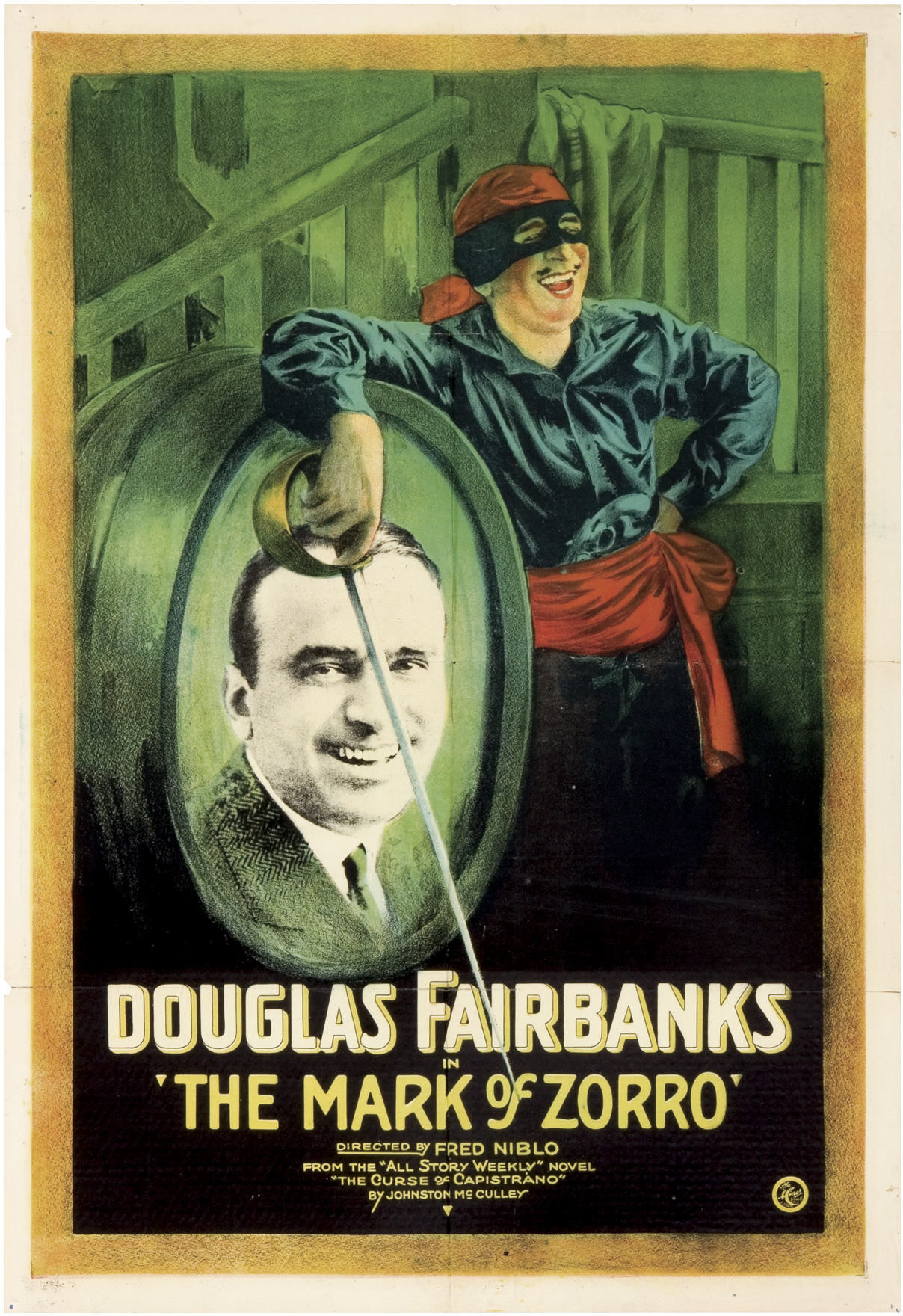
Plakat z filmu Znak Zorro z 1920 z Douglasem Fairbanksem

Zorro (z hiszp. „Lis”), właśc. Diego de la Vega − postać fikcyjna, która po raz pierwszy pojawiła się w powieści Johnstona McCulleya The Curse of Capistrano z roku 1919. Jest to obrońca mieszkańców Kalifornii (ówczesnej kolonii hiszpańskiej) uciśnionych przez lokalnych gubernatorów i dowódców wojskowych. Pojawia się jako jeździec w czarnej masce i pelerynie. Dobrze włada szpadą.

## Okoliczności powstania
Postać Zorro została stworzona przez amerykańskiego pisarza Johnstona McCulleya. Po raz pierwszy pojawiła się w jego powieści The Curse of Capistrano (polskie wydanie pt. Zorro), która ukazała się w 1919 roku w pięciu wydaniach magazynu All-Story Weekly. Inspiracją do stworzenia tej postaci były opowieści o kalifornijskim banicie Joaquínie Murieta. W 1920 roku powieść została zekranizowana. Film Znak Zorro okazał się sukcesem i przyniósł sławę także autorowi pierwowzoru literackiego. McCulley napisał jeszcze ponad 60 innych opowiadań i kilka powieści o Zorro. Ostatnia z nich − The Mask of Zorro − została opublikowana dopiero w 1959, po śmierci autora.
Postać Zorro wielokrotnie pojawiała się w filmach, serialach telewizyjnych oraz w komiksach. Wiele z nich miało niewiele wspólnego z pierwowzorem literackim. Głośnymi filmami z Zorro były oprócz wspomnianego Znaku Zorro (1920) z Douglasem Fairbanksem w roli głównej: Znak Zorro z 1940 roku z Tyrone’em Powerem w roli głównej oraz Maska Zorro z 1998 roku z Anthony Hopkinsem, Antonio Banderasem i Catherine Zeta-Jones w rolach głównych.
Spośród licznych seriali telewizyjnych o tej postaci bardzo popularny był serial Zorro (1957–1961) produkcji Walta Disneya, z Guyem Williamsem w roli tytułowej.

## Biografia postaci
Historia rozgrywa się w Kalifornii na początku XIX wieku, w czasach hiszpańskich rządów kolonialnych. Młody szlachcic, Diego de la Vega, jest synem szanowanego mieszkańca miasteczka Los Angeles, szlachcica Alejandro de la Vega. Powróciwszy z Hiszpanii do Kalifornii, młody don Diego przekonuje się, że w jego mieście niepodzielną władzę sprawuje kapitan Monastario, gnębiący podatkami miejscową ludność. Wstrząśnięty tym postanawia walczyć z niesprawiedliwością. Od tej pory zaczyna prowadzić podwójne życie: oficjalnie jest bogatym próżniakiem, wiejskim dżentelmenem don Diego de la Vegą, który prowadzi spokojne życie bez ambicji politycznych. Kiedy trzeba walczyć z niesprawiedliwością, zakłada czarną pelerynę i maskę i ze szpadą w dłoni pod pseudonimem Zorro rusza na ratunek. Jego znakiem rozpoznawczym jest litera Z. Koń na którym jeździ nazywa się Tornado. Zorro korzysta z doskonałej umiejętności władania szpadą. Tajemnicę swego pana, który nocą przeistacza się w dzielnego obrońcę uciśnionych, zna tylko towarzysz jego wypraw, niemy sługa Bernardo lub Felipe. Przygodę tę wzbogaca historia miłosna Zorro i Lolity Pulido, którą Zorro musi ocalić z rąk wrogów. Jego wielkim przeciwnikiem jest Don Rafael Moncada, który w filmach jest również nazywany Rafael Montero.

## Zorro w kulturze

### Utwory literackie o Zorro

#### Utwory literackie Johnstona McCulleya
- The Curse of Capistrano[7] – powieść publikowana była na łamach czasopisma All-Story Weekly w pięciu częściach, od 9 sierpnia 1919 do 6 września 1919. W całości opublikowana została przez wydawnictwo Grosset & Dunlap w 1919, i ponownie pod tytułem The Mark of Zorro w 1924 przez tego samego wydawcę. Polski przekład z 1997 roku nosił tytuł Zorro i opublikowany został przez wydawnictwo Siedmioróg w tłumaczeniu Jana Jackowicza.
- The Further Adventures of Zorro – publikowana w sześciu częściach na łamach Argosy (późniejsza nazwa All-Story Weekly) w 1922 roku
- Zorro Rides Again – Argosy w czterech częściach w 1931
- Zorro Saves A Friend – Argosy, 1932
- Zorro Hunts A Jackal – Argosy, 1933 (tytuł alternatywny: Zorro Hunts by Night)
- Zorro Deals With Treason – Argosy, 1934
- Mysterious Don Miguel – Argosy Weekly (jeszcze późniejsza nazwa All-Story Weekly), 1935 (dwie części)
- Zorro Hunts By Night – Cavalier Classics, 1940 (tytuł alternatywny: Zorro Hunts a Jackal)
- The Sign of Zorro – Argosy, 1941 (5 części)
- Zorro Draws a Blade – West Magazine, 1944
- Zorro Upsets a Plot – West Magazine, 1944
- Zorro Strikes Again – West Magazine, 1944
- Zorro Saves a Herd – West Magazine, 1945
- Zorro Runs the Gauntlet – West Magazine, 1945
- Zorro Fights a Duel – West Magazine, 1945
- Zorro Opens a Cage – West Magazine, 1945
- Zorro Prevents a War – West Magazine, 1945
- Zorro Fights a Friend – West Magazine, 1945
- Zorro's Hour of Peril – West Magazine, 1945
- Zorro Lays a Ghost – West Magazine, 1945
- Zorro Frees Some Slaves – West Magazine, 1946
- Zorro's Double Danger – West Magazine, 1946
- Zorro's Masquerade – West Magazine, 1946
- Zorro Stops a Panic – West Magazine, 1946
- Zorro's Twin Perils – West Magazine, 1946
- Zorro Plucks a Pigeon – West Magazine, 1946
- Zorro Rides at Dawn – West Magazine, 1946
- Zorro Takes the Bait – West Magazine, 1946
- Zorro Raids a Caravan – West Magazine, 1946
- Zorro's Moment of Fear – West Magazine, 1947
- Zorro Saves His Honor – West Magazine, 1947
- Zorro and the Pirate – West Magazine, 1947
- Zorro Beats the Drum – West Magazine, 1947
- Zorro's Strange Duel – West Magazine, 1947
- A Task for Zorro – West Magazine, 1947
- Zorro's Masked Menace – West Magazine, 1947
- Zorro Aids an Invalid – West Magazine, 1947
- Zorro Saves an American – West Magazine, 1947
- Zorro Meets a Rogue – West Magazine, 1947
- Zorro Races with Death – West Magazine, 1947
- Zorro Fights for Peace – West Magazine, 1947
- Zorro Starts the New Year – West Magazine, 1948
- Zorro Serenades a Siren – West Magazine, 1948
- Zorro Meets a Wizard – West Magazine, 1948
- Zorro Fights with Fire – West Magazine, 1948
- Gold for a Tyrant – West Magazine, 1948
- The Hide Hunter – West Magazine, 1948
- Zorro Shears Some Wolves – West Magazine, 1948
- The Face Behind the Mask – West Magazine, 1948
- Hangnoose Reward – West Magazine, 1949
- Zorro's Hostile Friends – West Magazine, 1949
- Zorro's Hot Tortillas – West Magazine, 1949
- An Ambush for Zorro – West Magazine, 1949
- Zorro Gives Evidence – West Magazine, 1949
- Rancho Marauders – West Magazine, 1950
- Zorro's Stolen Stee – West Magazine, 1950
- Zorro Curbs a Riot – West Magazine, 1950
- The Three Stage Peons – West Magazine, 1950
- Zorro Nabs a Cutthroat – West Magazine, 1951
- Zorro Gathers Taxes – West Magazine, 1951
- Zorro's Fight for Life – West Magazine, 1951
- Zorro Rides the Trail! – Max Brand's Western Magazine, 1954
- The Mask of Zorro – Short Stories for Men, 1959

#### Utwory literackie o Zorro innych autorów
- Zorro. Narodziny legendy (El Zorro: Comienza la leyenda) (Isabel Allende) (2005)[1]

### Filmy o Zorro

#### Amerykańskie filmy o Zorro
- Znak Zorro (The Mark of Zorro) (1920), wyk. Douglas Fairbanks
- Don Q, Son of Zorro (1925), wyk. Douglas Fairbanks
- Zorro (The Bold Caballero) (1936), wyk. Robert Livingston
- Znak Zorro (The Mark of Zorro)  (1940), wyk. Tyrone Power
- Znak Zorro (The Sign of Zorro) (1958), wyk. Guy Williams. Na film składają się fragmenty 13 odcinków serialu telewizyjnego Zorro (1957-1959).
- Zorro, the Avenger (1959), wyk. Guy Williams. Jest to inna kompilacja kolejnych odcinków serialu telewizyjnego Zorro (1957-1959).
- The Erotic Adventures of Zorro (1972), wyk. Douglas Frey. Jest to erotyczna parodia opowieści o Zorro
- Znak Zorro (The Mark of Zorro) (1974), wyk. Frank Langella. Telewizyjne remake filmu z 1940 roku.
- Zorro, The Gay Blade (1981), wyk. George Hamilton, który zagrał Diego Juniora i jego brata Ramona. Diego Junior zastępuje zmarłego ojca walcząc jako Zorro. Kiedy łamie nogę jego miejsce zajmuje Ramon. Film jest parodią filmową.
- Maska Zorro (The Mask of Zorro) (1998), wyk. Anthony Hopkins jako starzejący się Don Diego oraz Antonio Banderas jako Alejandro Murrieta, wyjęty spod prawa kowboj, którego zadaniem jest stać się kolejnym Zorro.
- Legenda Zorro (The Legend of Zorro) (2005), wyk. Antonio Banderas. Film jest sequelem filmu Maska Zorro (1998).

#### Amerykańskie seriale filmowe
- Zorro Rides Again (1937), wyk. John Carroll jako James Vega, prawnuk pierwotnego Zorro
- Zorro's Fighting Legion (1939), wyk. Reed Hadley
- Zorro's Black Whip (1944), wyk. Linda Stirling. W serialu tym bohaterką jest kobieta używająca przydomku Black Whip i zachowująca się jak Zorro. Określenie Zorro nie pada w tym filmie poza tytułem.
- Son of Zorro (1947), wyk. George Turner jako Jeff Stewart, weteran wojny secesyjnej, który w stroju Zorro walczy ze złem
- Ghost of Zorro (1949), wyk. Clayton Moore jako Ken Mason, wnuk Zorro

#### Meksykańskie filmy
- El Nieto del Zorro (1948), wyk. Adalberto Martínez
- El Zorro Escarlata (1959), wyk. Luis Aguilar
- El zorro escarlata en diligencia fantasma (1959), wyk.  Luis Aguilar
- El Zorro Vengador (1962), wyk. Luis Aguilar
- El Zorro (1962), wyk. Julio Aldama
- La Gran Aventura Del Zorro (1976), wyk. Rodolfo de Anda

#### Europejskie filmy
- À la manière de Zorro (1926) Belgia, wyk. William Elie
- Znak Zorro (Il sogno di Zorro) (1952) Włochy, wyk. Walter Chiari
- La montaña sin ley (1953) Hiszpania, wyk. José Suárez
- Zorro alla corte di Spagna (1962) Włochy, wyk. George Ardisson
- La venganza del Zorro (1962) Hiszpania, wyk. Frank Latimore
- L'ombra di Zorro (1962) Włochy/Hiszpania/Francja, wyk. Frank Latimore
- Le tre spade di Zorro (1963) Włochy/Hiszpania, wyk. Guy Stockwell
- Zorro e i tre moschettieri (1963) Włochy, wyk. Gordon Scott
- Zorro contro Maciste (1963) Włochy/Hiszpania, wyk. Pierre Brice
- Il segno di Zorro (1963) Włochy/Hiszpania/Francja, wyk. Sean Flynn
- El Zorro cabalga otra vez (1965) Włochy/Hiszpania, wyk. Tony Russel
- Zorro il ribelle (1966) Włochy, wyk. Howard Ross
- El Zorro (1968) Włochy/Hiszpania, wyk. George Ardisson
- I nipoti di Zorro (1968) Włochy, wyk. Franco and Ciccio, Dean Reed, Franco Fantasia (w tym filmie komediowym występuje trzech Zorro)
- Zorro kamcili süvari (1969) Turcja, wyk. Tamer Yiğit
- Zorro'nun intikami (1969) Turcja, wyk. Tamer Yiğit
- Zorro marchese di Navarra (1969) Włochy, wyk. Nadir Moretti
- Zorro alla corte d'Inghilterra (1969) Włochy, wyk. Spiros Focás
- E continuavano a chiamarlo figlio di ...   (1969) Włochy/Hiszpania, wyk. Fabio Testi
- La última aventura del Zorro / Zorro il dominatore (1969) Włochy/Hiszpania, wyk. Carlos Quiney
- Zorro il cavaliere della vendetta / El Zorro, caballero de la justicia (1971) Włochy/Hiszpania, wyk. Carlos Quiney
- El Zorro de Monterrey / Zorro la maschera della vendetta (1971) Włochy/Hiszpania, wyk. Carlos Quiney
- Les aventures galantes de Zorro (1972) Francja/Belgia, wyk. Jean-Michel Dhermay
- Il figlio di Zorro (1973) Włochy/Hiszpania, wyk. Alberto Dell'Acqua
- Il sogno di Zorro (1975) Włochy, wyk. Franco Franchi
- Zorro (1975) Włochy/Francja, wyk. Alain Delon
- La marque de Zorro (1975) Francja, wyk. Clint Douglas
- Ah sì? E io lo dico a Zzzzorro! (1975) Włochy/Hiszpania, wyk. George Hilton

#### Indyjskie filmy
- Zorro (1975), wyk. Navin Nischol

### Seriale telewizyjne o Zorro

#### Amerykańskie seriale aktorskie
- Zorro (1957-1959), wyk. Guy Williams (78 odcinków)
- Zorro and Son (1983), wyk. Henry Darrow (5 odcinków)
- Zorro (1990–1993), wyk. Duncan Regehr (88 odcinków)

#### Amerykańskie seriale animowane
- Zorro (The New Adventures of Zorro) – serial animowany z 1981 roku (13 odcinków)
- Zorro (The New Adventures of Zorro) – serial animowany z lat 1997–1998 roku (26 odcinków)
- Zorro: Generation Z – serial animowany z 2007 (26 odcinków)

#### Inne seriale telewizyjne
- Zorro (Kaiketsu Zorro) – japoński serial animowany z lat (52 odcinki)
- Zorro (Zorro: La Espada y la Rosa) – kolumbijsko-amerykańska telenowela z 2007 roku, wyk. Christian Meier (117 odcinków)
- Zorro – filipiński serial telewizyjny z 2009 roku, wyk. Richard Gutierrez (98 odcinków)
- Kroniki Zorro (Les Chroniques de Zorro) – francuski serial animowany z lat 2015–2016 roku
- Zorro – hiszpański serial telewizyjny z 2024 roku, wyk. Miguel Bernardeau (10 odcinków)[8]

#### Odcinki
- Zorro – 147. odcinek polskiego sitcomu Świat według Kiepskich z 2003 roku, wyk. Krzysztof Dracz[9]